# Saint-Étienne-de-Fougères
Saint-Etienne-de-Fougères – miejscowość i gmina we Francji, w regionie Nowa Akwitania, w departamencie Lot i Garonna. W 2013 roku populacja gminy wynosiła 871 mieszkańców. Przez teren gminy przepływa rzeka Lot. 